# (250840) Motörhead
(250840) Motörhead est un astéroïde de la ceinture principale.

## Description
(250840) Motörhead est un astéroïde de la ceinture principale. Il fut découvert par Jean-Claude Merlin le 30 octobre 2005 à Nogales. Il présente une orbite caractérisée par un demi-grand axe de 3,102 UA, une excentricité de 0,129 et une inclinaison de 4,37° par rapport à l'écliptique.
Il fut nommé en hommage au groupe de heavy metal britannique Motörhead fondé en 1975 par le bassiste, chanteur et parolier Lemmy Kilmister (Ian Fraser Kilmister, 1945-2015).

## Compléments